# Гонки на выносливость
Гонки на выносливость — вид автогонок, предполагающий относительно долгое безостановочное движение автомобилей с высокими скоростями, что требует от конструкции автомобиля повышенной прочности шасси и повышенной теплостойкости деталей двигателя и трансмиссии, а от гонщика — большой физической выносливости и способности поддерживать концентрацию длительное время. Исторически являются европейским типом автогонок, получившим распространение в Европе одновременно с распространением самого автомобиля, а по всему миру уже после Второй мировой войны. Типичной и наиболее известной в мире гонкой на выносливость является кольцевая гонка 24 часа Ле Мана, главным турниром в этом виде автоспорта является многоэтапный чемпионат мира по автогонкам на выносливость.
В отличие от автогонок класса Гран-при, на которых всеми участниками используются автомобили одной и той же гоночной категории и группы (а именно — одноместные гоночные автомобили с открытыми колёсами и предельно близким отношением веса к мощности), в гонках на выносливость одновременно могут принимать участие автомобили разных категорий и групп с различными отношениями веса к мощности, а наибыстрейшей группой автомобилей здесь всегда были так называемые спортивные автомобили (двухместные автомобили с закрытыми колёсами, созданные преимущественно для участия в автогонках).